# 村田銃
村田銃（むらたじゅう）は、薩摩藩・日本陸軍の火器専門家だった村田経芳がフランスのグラース銃の国産化を図る過程で開発し、1880年（明治13年）に日本軍が採用した最初の国産小銃。1880年3月30日、陸軍省は少将村田経芳作製の単発銃を軍用に指定した。

## 概要

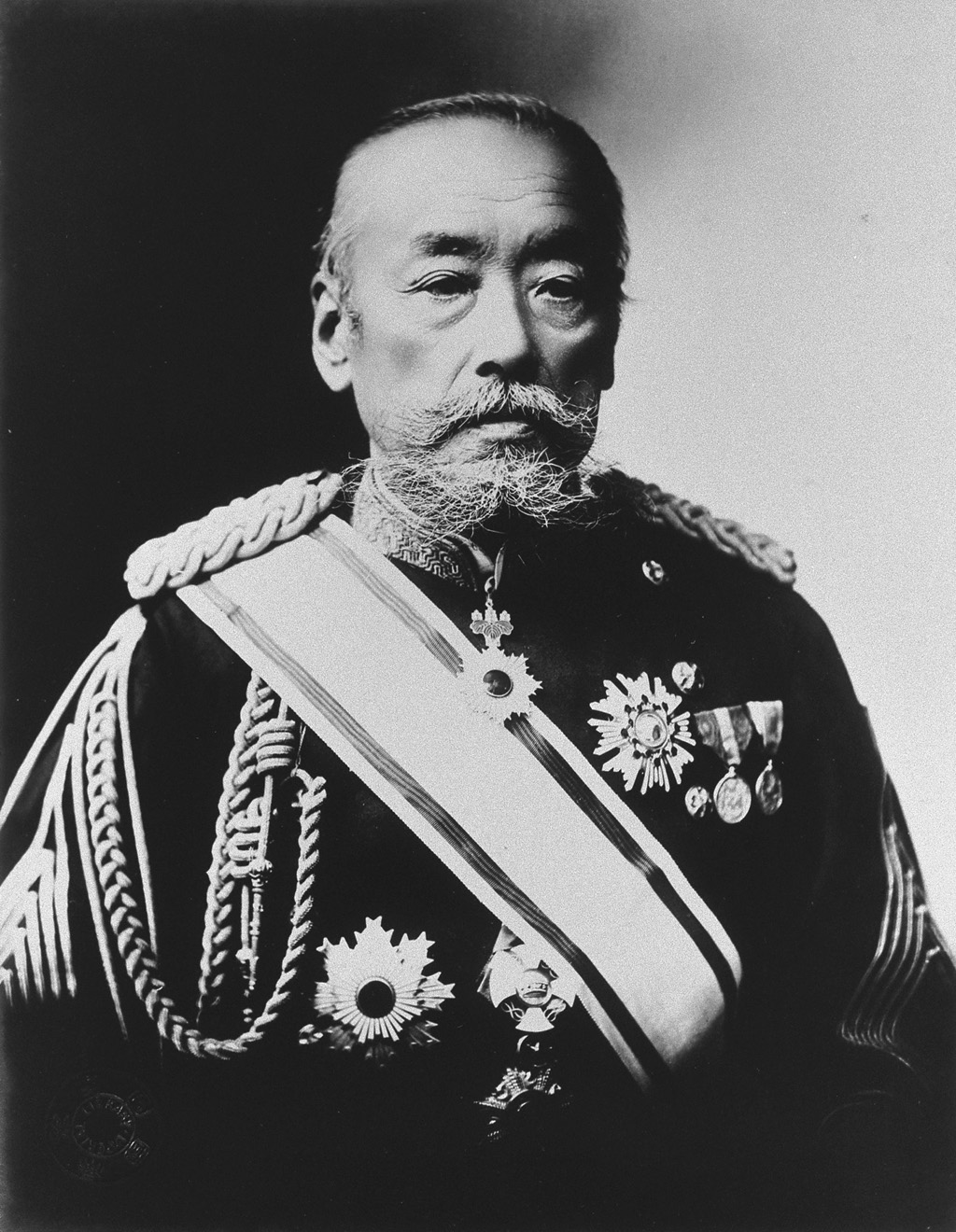
村田銃の設計者、村田経芳

明治維新前後の頃には国内で様々な輸入小銃が使用されており、建軍直後の日本軍でも、陸軍がイギリス製のスナイドル銃、海軍が同マルティニ・ヘンリー銃を主に使用していたが、村田経芳が十三年式村田銃の製造に成功したことで、初めて「軍銃一定」（主力小銃の統一・一本化）が成し遂げられた。このことが後の日清戦争において、雑多な小銃を用いる清軍に対し、日本軍の優位につながる一因となった。
村田銃の出現は火縄銃以来の300年の欧米とのギャップを埋め、国産銃を欧州の水準へ引き上げた。また、旧式化した後に民間に払い下げられ、戦前戦後を通じ日本における代表的猟銃となった。

## 開発・運用

### 村田銃の出現まで
江戸時代後期に入り、阿片戦争など欧米列強のアジア侵略が露骨化し、日本国内でも西欧軍事技術の研究が盛んになり、各種の銃砲が積極的に輸入されるようになった。これらの銃砲を国産化しようと努力した諸藩のうち、集成館事業によって大規模な殖産興業政策を採った薩摩藩の家臣だった村田経芳は、豊富な火器知識と卓越した射撃の技量により、薩摩藩兵から新生日本陸軍の将校に転じ、薩摩閥の大久保グループに属して日本陸軍の火器購入・運用・修理の統括責任者となった。
明治維新期は火器が飛躍的に発達しはじめた時期にあたり、新しい火器が出現しては数年で旧式化するというサイクルが繰り返されており、各藩から集められた火器は新旧各種が混在した状態だった。
発足したばかりの新生日本陸軍での歩兵教練は、輸入されたテキストを日本語に翻訳したマニュアルとお雇い外国人による指導に頼っており、1872年（明治5年）兵部省によって1870年版フランス陸軍歩兵操典
が、次いで1874年（明治7年）に陸軍省によって1872年版同操典が採用された事から、その主力小銃は全て後装式に統一された。
当時の日本陸軍が保有していた後装式火器は、主力小銃がスナイドル銃（金属薬莢式）、ドライゼ銃（紙製薬莢）が後方装備とされ、この他に七連発の米国製スペンサー騎兵銃（リムファイア金属薬莢式）が騎兵銃として使用され、前装式で旧式化していたエンフィールド銃がスナイドル銃への改造母体および射撃訓練用などに多数が保有されているなど、多種の銃器・弾薬が混在する状況であった。そのため、日本陸軍は補給や訓練の面で大きな困難を抱えていた。
これらの銃器のうち、最も先進的な構造と優れた性能（射程・弾道特性）を有していたのはシャスポー銃であり、村田経芳は新生日本陸軍が幕府陸軍から引き継いだシャスポー銃用の紙製薬莢の製造や、消耗品であるガス漏れ防止用ゴムリングの調達に腐心するなど、そのメンテナンスに努めており構造も熟知していた。
普仏戦争後の1874年（明治7年）に、フランス本国でシャスポー銃のグラース銃への改造が行われ、シャスポー銃最大の弱点だった紙製薬莢が金属薬莢式に変更されたことを知った村田経芳は、日本陸軍のシャスポー銃を金属薬莢式に改造することと、その国産化を企図し始めた。
1875年（明治8年）に村田経芳は射撃技術と兵器研究のためフランス、ドイツ、スウェーデンなどの欧州留学に赴き、シャスポー改造グラース銃を国産化する準備を開始した。
村田が帰国すると、村田の郷里でもある鹿児島で西南戦争が勃発したが、日本陸軍は徴兵で集めらた鎮台兵を大量投入して鎮圧を図ったため主力小銃であるスナイドル銃の在庫が足りなくなる事態が発生した。これを絶好の機会と見た村田経芳は、フランスでその改造工程を実見したシャスポー改造グラース銃を参考に、金属薬莢式に改造したシャスポー銃を自ら試作し、ドイツの企業を下請けにして陸軍が退蔵しているシャスポー銃の改造作業を行い、実戦配備する事を計画した。しかし、この計画が実行に移される前に、日本陸軍はスナイドル弾薬の確保に辛うじて成功し、村田経芳自身も狙撃の腕を見込まれて西南戦争へ送られ、そこで負傷してしまった。西南戦争は日本陸軍の勝利で終結したが、歳入のほとんどを戦費に使い果たした日本政府は財政難に陥り、陸軍も新小銃の国産化よりエンフィールド銃のスナイドル銃への改造を優先させたため、村田経芳のシャスポー銃改造計画は凍結された。
しかし、この凍結が怪我の治療を終えた村田経芳に時間の余裕を与え、村田はシャスポー改造グラース銃を一部簡略化した設計で試作を始め、1880年（明治13年）に村田銃を完成させた。

### 近隣諸国への供与
三十年式歩兵銃が採用されると、旧式火器となった村田銃の多くは猟銃に改造されて民間の銃砲店に払い下げられたり、学校教練用に用いられたが、一部は清国や朝鮮などの近隣諸国に供与された。
1898年6月にフィリピン革命政府（カティプナン）が、M.ポンセ・F.リチャウコの2名を、日本からの武器・弾薬の調達と支援獲得を求めて派遣した際に、日本滞在中の孫文・宮崎滔天の紹介で中村弥六、犬養毅らの口添えを受け、陸軍参謀本部から中古の村田銃などの払下げを得て、1899年7月に布引丸に村田銃を積んで出航するも途中で台風に遭って沈没するという事件（布引丸事件）が発生した。
太平洋戦争末期には、火器不足から他の旧式銃とともに村田銃も倉庫から引っ張り出され、本土決戦を控えた隣組の在郷軍人達に再配備されたと伝えられている。

## 猟銃としての村田銃

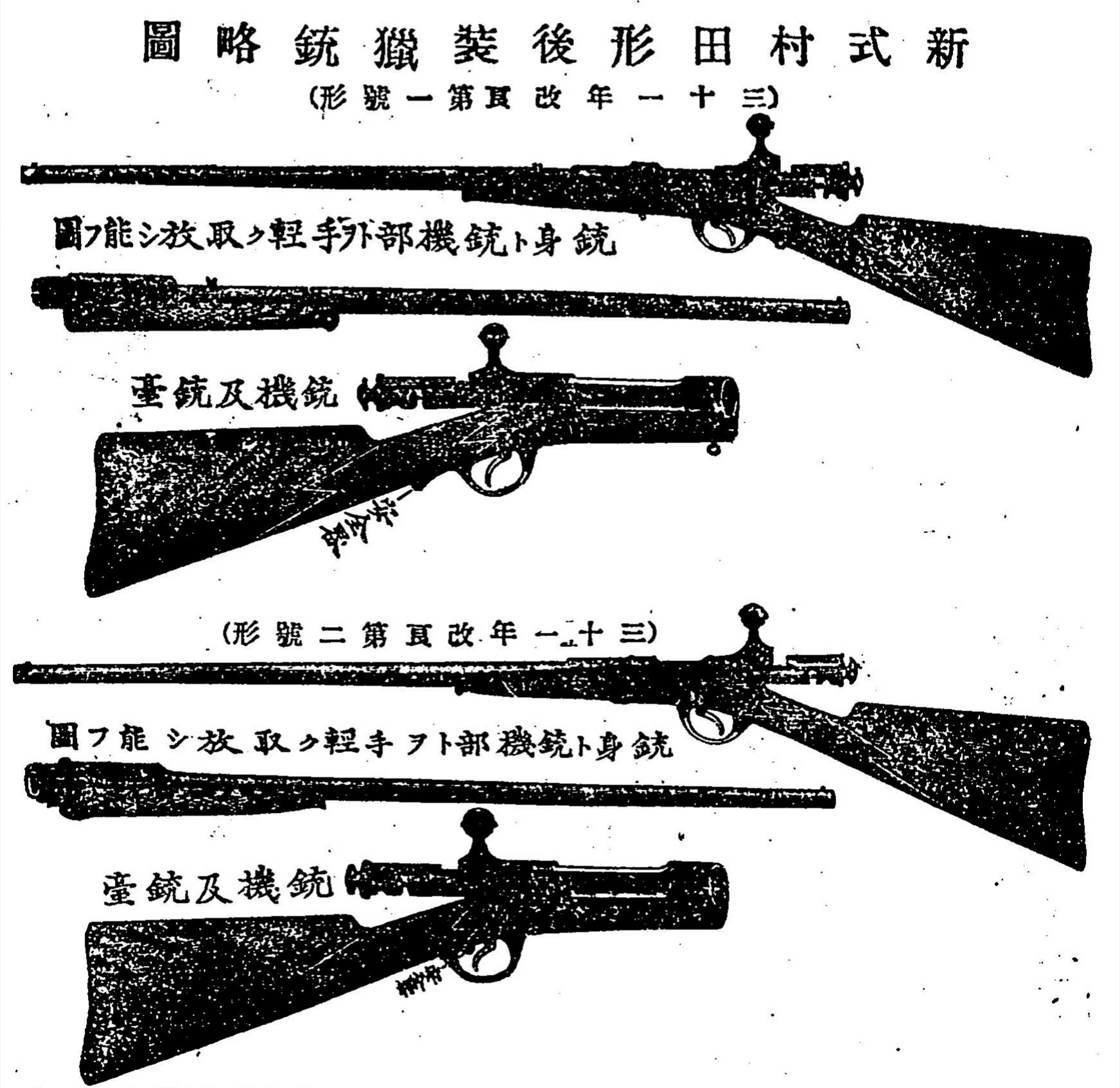
村田式猟銃の略図（横濱金丸鉄砲店製）

村田銃の猟銃としての歩みは、1881年（明治14年）に松屋兼次郎が村田経芳の指導のもとで火縄銃の銃身に村田式機関部を取り付けた元込め散弾銃を開発したことに始まる。
旧式化した十三年式・十八年式村田銃の一部は、軍の収益事業の一環として着剣装置や銃身内のライフリングを銃身長の半分まで削り取られ、散弾銃に改造されてから民間に払い下げられ、軍用銃としてよりも長い期間を猟銃として活躍した。
村田銃の散弾銃への改造は東京砲兵工廠小銃器製造所が担当し、この時に11mm村田弾をベースにした30番真鍮薬莢が工廠の薬莢製造施設を流用する形で製造が始められた。
「村田銃」の名前は、始めは払い下げられた軍用ライフル銃や、それを改造して散弾銃とした物を指していたが、後に村田経芳が村田銃のパテントを民間に広く販売したことにより、多くの民間銃器メーカーや銃職人により軍用村田銃の機構を模した散弾銃が作られることとなった。最初はそれらの散弾銃は村田式散弾銃と呼ばれていたが、次第に本来の村田銃ではない同形式の猟銃もすべて「村田銃」と呼ばれるようになったのである。なお、村田銃の払い下げが始まった明治10年代当時は、2018年現在の日本の銃器行政上の分類である「ライフル」と「散弾銃」と呼ばれる区分はまだ存在せず、洋式若しくは和式の「軍用銃」及び「猟銃」という区分のみが存在していた。日本の銃器行政史上「ライフル」と呼ばれる区分が初めて登場するのは昭和46年の事である為、当時の文書資料上は村田式散弾銃ではなく、村田式猟銃の名称の方がより一般的に使われていた事には留意されたい。
現存する銃器メーカーではミロクの猟銃の販売元であった川口屋林銃砲店(KFC)などが各種の村田式猟銃の製造販売を行っていた。明治期の著名な製造元には、横浜で金丸謙次郎が興した金丸銃砲店(明治22年創業)、金丸の元で修行を積み明治14年に独立した十文字信介、東京の川口亀吉が興した川口屋(KFCの前身)、後年に本邦屈指の水平二連の名工と謳われた名和仁三郞を輩出した岡本光長の岡本銃砲店、後のモリタ宮田工業の創業者でもある宮田栄助などが存在しており、明治20年頃には民間の村田銃製造業者は国内に14軒ほどが存在していた。大正から昭和初期に掛けて水平二連のハンドメイドで名を馳せた日本人銃工達は、これらの民間業者や東京砲兵工廠での軍用銃作りで技術を磨いたという。
村田式散弾銃で用いられる真鍮薬莢は、まず最初に前述の通り帝国陸軍の造兵廠にて11mm村田薬莢改造の30番薬莢が作られ始め、その後1919年(大正8年)に児島富雄の建議により、陸軍造兵廠より真鍮及び紙製散弾薬莢の製造機械一切の払い下げを受ける形で帝国薬莢製造株式会社(TYK)が設立され、1945年(昭和20年)の日本の敗戦まで供給が行われた。黒色火薬も村田単発銃で用いられていた板橋火薬工廠のものが民間に払い下げられる形で販売され、1924年(大正13年)には日本化薬も民間で初めて猟用黒色火薬に参入、板橋火薬廠や岩鼻火薬廠製の黒色火薬と並び、戦前の狩猟家の間で広く普及した。
こうした戦前の日本政府や帝国陸軍の振興策も後押しとなり、当時は富裕層しか買うことのできなかった英国製水平二連銃やブローニング・オート5と比較して村田銃の価格は格段に安く設定され、単発式ながらもそれまで民間で主流であった火縄銃や、戊辰戦争期に旧幕府軍や日本の諸藩が導入して明治政府により鹵獲・没収され、後年村田銃作りにも携わった前述の鉄砲商を通じて民間に放出されたゲベール銃やエンフィールド銃などのマスケット銃よりも圧倒的に次弾発射までの時間が短縮されることから、村田式散弾銃は庶民の猟銃として戦後に至るまで広く親しまれた。昭和30年代にJISは散弾銃に関連した諸規格を制定したが、この時に試験銃として採用されたのも村田式散弾銃であった。
形式には大きく分けて5種類あり、
1. 軍用村田銃を改造し28/30/36番径とした物
2. 村田経芳が設立した村田製作所（株式会社 村田製作所とは無関係）により、民間向けに軍用村田銃の構造を踏襲する形で最初から8番-40番径散弾銃として制作された物
3. 民間銃器職人・工場にてライセンス製造された物
4. 火縄銃の銃身末端に村田式のボルトを後付けする事で後装式に改造された物[34]
5. 十三年式村田銃以前に陸軍に導入された洋式銃が村田式のボルトを取り付けて改造され、後に払い下げられた物

が存在した。しかし、これらは「古式銃」としては取り扱われず、現行の散弾銃として所持許可登録を行う必要がある。
この時期のライセンス生産品で特筆に値するものは金丸銃砲店が製造した村田式散弾銃で、他の製造業者が十三年式・十八年式に準じて撃鉄ばねに松葉バネを使用する中、金丸銃砲店は二十二年式村田連発銃を参考としコイルスプリングを用いた槓桿を採用していた。更に金丸は、明治34年頃にはスプリング式村田銃に更なる改良を加え、同時期のレミントン M8を参考にしたとみられる、後年の二式テラ銃のように銃身をテイクダウン可能とした新式取放自在村田式銃を発売するに至った。
戦後、新式の猟銃が普及したことにより村田銃が用いられることはほとんどなくなったが、老猟師やマタギを象徴するアイテムとして今日でもフィクション中に登場することがある。
なお、村田式散弾銃は口径が8番、10番、12番、16番、20番、24番、28番、30番、36番、40番、410番、7.6mm（76番）まで幅広い種類が存在するが、十三年式・十八年式の軍用ライフル銃を由来とする村田散弾銃は28/30/36番などの比較的小口径の物が多い。民間製造品の中には12番や20番などの大口径銃も存在するが、村田散弾銃は全て、現行規格の12GA/20GAとは異なるサイズの専用規格の真鍮薬莢に黒色火薬や「送り」と呼ばれるフェルト製ワッズでハンドロードして使用するため、現在の紙またはプラスチックケース装弾を装填して撃つことは原則として不可能である。
その専用真鍮薬莢や弾頭類も、1990年代初頭頃には旭精機工業(AOA)や日邦工業(NPK)などの国産メーカー品の製造が中止されたことや、火縄銃などと異なり「古式銃」にも相当しない「現行狩猟銃」のため、所持許可などの入手要件が厳しいこともあり、近年では村田式散弾銃の実射を行うことは、ある意味火縄銃よりも難しくなりつつあるのが現状である。

## 村田銃の種類

### 単発型
以下の村田銃は日清戦争の一線部隊で活躍したが、絶対数が足りず二線部隊の装備は依然としてスナイドル銃が用いられていた。

#### 十三年式村田銃
十ヶ月に及ぶ欧州留学から帰国した村田経芳は、グラース（グラー）M1874やボーモン（バーモン）M1871を参考に、1880年（明治13年）に日本独自の国産小銃を完成させ、日本陸軍によって制式採用され、制式名称を「紀元二五四〇年式村田銃」（後の1885年（明治18年）に、改良型の「十八年式村田銃」に合わせて、「十三年式村田銃」（正式には「明治十三年 大日本帝國村田銃」）に改称）とされた。
十三年式村田銃はボルトアクション式単発銃であり、使用弾薬は11mm村田（11x60R Japanese Murata）有縁（リムド）弾薬（装薬は黒色火薬）を使用したが、これはシャスポー/グラース銃に使用された11mmx59.5弾薬とほぼ同寸のものだった。
これは、村田銃の生産と並行して手持ちのシャスポー銃を村田式（金属薬莢用）へ改造する作業が同時に行われていたため、弾薬を共通化するための措置であり、これら改造されたシャスポー銃は“シヤスポー（シアスポー）改造村田銃”と呼ばれ、1885年（明治18年）の時点で村田銃と呼ばれていた物の相当数がこの改造品であったことも記録されている。なお、当時の薬莢製造工程に起因するためか、今日のリムド弾薬と異なり、リム底面は雷管周辺部のみが僅かに突き出した形状となっている。リム底面には寛永通宝等の江戸時代の通貨と同様の文字配列で四文字の刻印が記された。一般的には明治を表す「明」と、二桁の年号を一文字分に縮小した「廿三」（23）等の漢数字が製造年号として必ず刻印され、残りの二文字は「実包」あるいは村田の読みを仮借した造語である「邑手（むらた）」のどちらかが用いられた。
最重要部品である銃身はベルギーからの輸入に頼っていたが、その他の部品は全て日本国内で加工されていた。
村田十三年式がシャスポー/グラース銃と異なる点は、日本の気候に合わせて表面仕上げが白磨きではなくブルー仕上げ（酸化処理）とされ、ボルト後端のノブが単純な円形にローレット加工のみとされ製造が容易になっている点と、ボルト内部のスプリングに松葉バネを使用していた点である。
当初は参考としたシャスポーやグラースと同様にコイルスプリングを用いた機構を考えて、スプリングの製造装置を輸入して試作してみたが、良質な鋼材そのものを輸入に頼っていた当時の日本では満足なものを作ることができなかった。しかし松葉バネなら江戸時代から続く国産技術が存在したため、妥協的に松葉バネを使用して製造された。耐久性やメンテナンスの問題があったが、当時の日本の技術水準では一番確実な選択をしたと評価できる。バネはボルト・ハンドル部の内側に仕込まれ、そのためボルト・ハンドル部が太く平たくなっており、これが村田銃の外観の特徴になっている。尚、参考にされたのは同様のV字バネ機構を持つ、オランダのボーモンM1871歩兵銃である。
薬室の密閉は金属薬莢の膨張作用と薬室内に挿入されたボルトの先端部で行い、大きく平たいボルト本体が機関部先端の溝に填り込むことで強固な固定が行われるため、ボルト先端には閉鎖機構や噛み合いラグの類は特に装備されていない。ボルトは90度垂直に起こすことでコッキングが行われ（コック・オン・オープニング方式）、十三年式や十三年式を参考にした村田式散弾銃の場合には、ボルトが後退した際にはボルト先端側面にマイナスネジで固定されたボルトストッパーが機関部後端に当たることでそれ以上の後退が阻止される。このボルトストッパーを取り外すことで簡単にボルトを機関部から抜くことができるが、古い銃の場合にはボルトストッパーが変形・脱落して排莢の際にボルトが後方にすっぽ抜けることもあった。十八年式では機関部左側面にマイナスネジ状のストッパーをねじ込むことでボルトの抜け止めが行われる形に変更された。
撃針はボルト後端の円形の出っ張り（コッキング・ピース）と一体化した長い複雑な形状のものが用いられ、コッキングした際にはこの円形の出っ張りが後方に突き出すことで、コッキングされているか否かが容易に判別できた。後年、村田式散弾銃においてはこの円形の出っ張りを指してデベソと呼ぶ場合があったという。コッキングの判別自体が容易に行える上、コッキングされた撃針をゆっくり戻すには一旦ボルトを後方に引き、引き金を引いたままボルトを再度前進させることで簡単に行えたことから、後述の村田式騎兵銃を除き、十三年式、十八年式共に安全装置の類は一切装備されなかった。
エキストラクターはボルトの側面に設けられた溝に簡易に嵌め込まれただけのものであり、ボルトを抜く際にはエキストラクターの脱落に注意する必要がある。このエキストラクターは薬莢を薬室から引き抜くだけの役割しか果たさず、後年の銃に見られるような薬室外に薬莢を蹴り出す機能は存在しないため、引き抜かれた空薬莢を排除するには銃を斜めに倒すか、ボルトを操作した手で直接薬莢を排除する必要がある。しかし、熟練した射手であれば引き金を操作する右手の中指と薬指の間に数発の予備弾を挟んでおき、小指と掌でボルトを操作しながら素早く装填することでかなりの速度で連射することもできたという。
銃身と機関部は銃身側に外ネジ、機関部側に内ネジが切られ、ねじ込み構造によって固定される。銃身後端には照星を正確に銃身直上に合わせるためのごく薄い微調整用金属製ガスケットが挿入され、銃身と機関部のシールが行われた。薬室後端部上面には異常腔圧により薬莢が破断した場合に撃針側から燃焼ガスの吹き抜けが起きないように非常用ガス抜き穴が設けられた。このガス抜き穴は日本軍の後継ボルトアクションライフルの多くに引き続き採用され続けた。
歩兵銃に菊の御紋が刻印されるようになったのも本銃が始まりである。西南戦争における退却の際、小銃を放棄して逃げる兵が続出したため、銃を捨てることがないようにとの村田の配慮で刻まれたと言われている。この菊の御紋は海外に現存する村田銃では×の字の刻印を後から打刻するなどの方法で消されたものがあり、後の有坂銃における終戦後の海外流出品と類似した処置が、村田銃の払い下げの段階から既に行われていた事を示している。
十三年式は約6万挺が製造された。日清戦争では十八年式とともに主力小銃であった。

#### 十六年式騎銃
1883年（明治16年）には、カービン（騎兵用に馬上で取り扱いやすいように短銃身にした小銃のこと。騎兵銃）モデルとして、十三年式をベースにした「十六年式騎銃」が開発され、スペンサー銃の後継として、騎兵や砲兵に配備された。
なお、この十六年式騎銃は米国側の資料にのみ、銃身を25インチに短縮した「Type16 Murata Carbine」として現れるもので、アジア歴史資料センターなど日本側資料には後述の十八年式村田銃をベースとした十八年式村田騎銃しか確認できず、両者が混同されている可能性がある事に留意されたい。

#### 十八年式村田銃

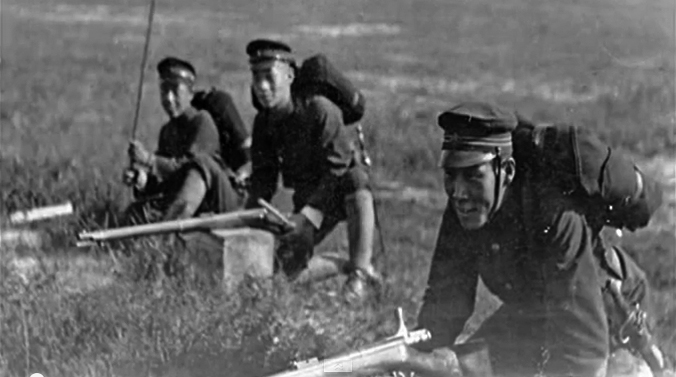
十八年式村田銃を装備した日本陸軍兵。手前側の兵士の足元に写る村田銃には、十八年式の特徴である機関部左側面側の8の字型のボルトストッパーの受け金具が明瞭に視認できる。(1890年)

1885年（明治18年）には、当時の日本人の体格に合わせ銃身長・銃床長を見直し、機関部にも改良を加えた「十八年式村田銃」（正式には「明治十八年 大日本帝國村田銃」）が制式採用され、銃身鋼材も含めた国産体制の構築が達成された（素材である鋼材の国内供給が実現するのは1901年の官営八幡製鐵所建設以降のことである）。ただし銃の製造に使われた工作機械はアメリカ製であった。十八年式の改良にはアメリカのウィンチェスター社が協力している。銃の製造番号（シリアルナンバー）は一三年式から続く連番である。

#### 十八年式村田騎銃

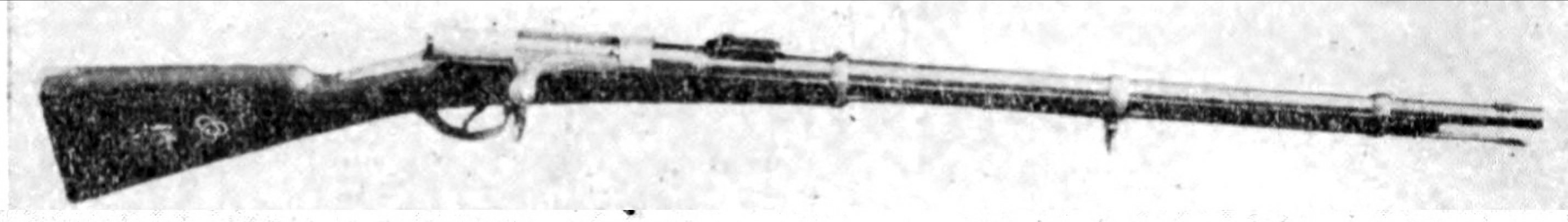
銃床に東京砲兵工廠の印が刻まれている

十八年式は銃身を短縮した騎兵銃（正式には「明治十八年 大日本帝國村田式騎兵銃」）も制作された。単発銃との相違点は銃身と銃床を固定するバンドが2本から3本に増やされており、着剣装置が廃されている。また、ボルトの後端にコッキング状態から反時計回りに回転させる事で撃茎を固定できる簡易な安全装置が追加された。この機構は日本製の小銃で初の安全装置の実装例とされ、後の有坂銃にも基本概念を同じくする安全装置が用いられている。
十八年式は単発銃約8万挺、騎兵銃約1万挺が製造され、日清戦争に投入された。日清戦争では十三年式とともに主力小銃であった。

#### 甲号擲弾銃
後に、十八年式の機関部を流用した擲弾筒である「甲号擲弾銃」が開発された。

### 連発型

#### 二十二年式村田連発銃
「二十二年式村田連発銃」は、当時の欧州各国で採用され始めた連発式軍用銃を研究するため、1889年（明治22年）に再度渡欧した村田経芳によって設計・製造された。
従来の黒色火薬にかわって無煙火薬を使用する小口径の8mm弾を使用し、銃身下部に8発収容の管状弾倉を持っていた。正式名称は「明治二十二年制定 大日本帝國村田連發銃」である。
撃発バネは単発銃の松葉バネからコイルバネに変更され、槓桿も小型化された。ライフリングは当時としては珍しかったメトフォード式を採用するなど、様々な新コンセプトを盛り込んだ意欲作であったが、軍用ライフル用弾倉として一時的に流行した管状弾倉を採用したことが、村田連発銃を短命に終わらせる原因となった。
管状弾倉の中では弾丸が前後に細長く並ぶ。このとき、前の弾丸の雷管を後ろの弾の頭が強く叩くと、暴発が発生する恐れがある。そこで先端を尖らせない平頭弾丸を用いる必要があり、雷管も十三年式の村田一号雷管に保護カバーを追加した専用の物が用いられた。この平頭弾丸が、命中率の低下をまねいた。二十二年式は欧州各国でも実用化されて間もなかった強力な無煙火薬を採用し、発射初速が一挙に上がっていた。そのため、弾丸の初速が遅いときには大きな問題にならなかった空気抵抗による弾道特性の悪化が生じた。弾の先端を尖らせればこの問題は解消でき、むしろ命中率の向上が期待できるのだが、二十二年式では平頭弾丸が裏目に出た。
また、管状弾倉は銃の前方に長く伸びていたので、1発撃つ毎に前が軽くなり、銃全体のバランスが変化してしまう。これもまた射撃の精度に悪影響を及ぼした。
二十二年式の管状弾倉は、現在の自動散弾銃などのように機関部下から弾薬を装填する機構ではなく、ボルトを開いて薬室側から弾を装填しなければならないため、弾薬の装填に時間が掛かり、装填時には射撃できないため、結果的には「多少弾が余分に持てる単発銃」程度の実用性しか得られなかったことや、給弾の信頼性にやや難があったことから兵士たちには不評であった。
散弾銃の場合には弾頭がケースの口巻きに保護されており弾倉内で雷管を叩く恐れがないことと元々長距離の狙撃を行うこと自体が少ないため、これらの欠点は通常殆ど問題になることはないのだが、村田連発銃は図らずも「無煙火薬を用いた近代ライフルには管状弾倉は全く不適」であることの良い実例となってしまった（これは同時期における、無煙火薬を使用した小銃としては世界初のフランスのルベルM1886ライフルにも当てはまる）。
管状弾倉を採用したことで銃身下のスペースが無くなったため、さく杖は短い物が銃床内部に収められており、清掃の際には数人がそれぞれのさく杖を繋ぎ合わせて交替で使用した。銃剣は十三年式から一挙に短縮化された二十二年式銃剣が採用された。また、現在の管状弾倉式の自動散弾銃に装備されているマガジンカットオフ機構に相当する機構もこの頃既に装備しており、槓桿脇の小さなレバーを回転させると送弾装置を停止させることができた。この機構を応用し、携行する際に薬室を解放して誤装填による事故を予防する、また通常は単発銃として用い危急の際に連発に切り換えるという運用が可能であった。一方、村田式騎兵銃で採用された安全装置は二十二年式では採用されなかった。近年の日本の研究者の報告では、弾道特性の良い尖頭弾丸を使用した実包での射撃では後年の軍用小銃に匹敵する集弾性が発揮されるなど、決して粗悪な作りの銃ではなかったが、コンセプトが余りにも一時的な流行を追いすぎたことが祟り、村田経芳の後輩である有坂成章がモーゼル式ボルトアクション小銃を参考に開発した三十年式歩兵銃が好評を博したことも相まって、軍制式としては極めて短命な8年という寿命に終わった。
村田連発銃の採用は、日清戦争がはじまった1894年（明治27年）で、出征した師団の装備には間に合わなかった。動員が遅くなった近衛師団と第4師団が受領したが、両師団は実戦に参加しなかったため、日清戦争で用いられる機会はなかった。
台湾鎮定戦、北清事変で用いられた記録が残る。
日露戦争の前後には後備歩兵と後備工兵および海軍陸戦隊が村田連発銃を装備した。戦争中に当時の主力小銃であった三十年式歩兵銃に交換されていったが、奉天会戦に参加した後備歩兵の相当数がなお旧式の銃を装備していた。
また、十三年式・十八年式村田銃と異なり三十年式歩兵銃配備後も後方部隊及び教練用銃として軍で保管された後に、当時の財閥や陸軍の中古兵器を取り扱った泰平組合などを通じて主に中国へ輸出され、散弾銃化されて民間に出回ることも無かったため、現存する銃・銃剣は国内外共に極めて少なく、程度の良い物は米国内でも高値で取引されている。

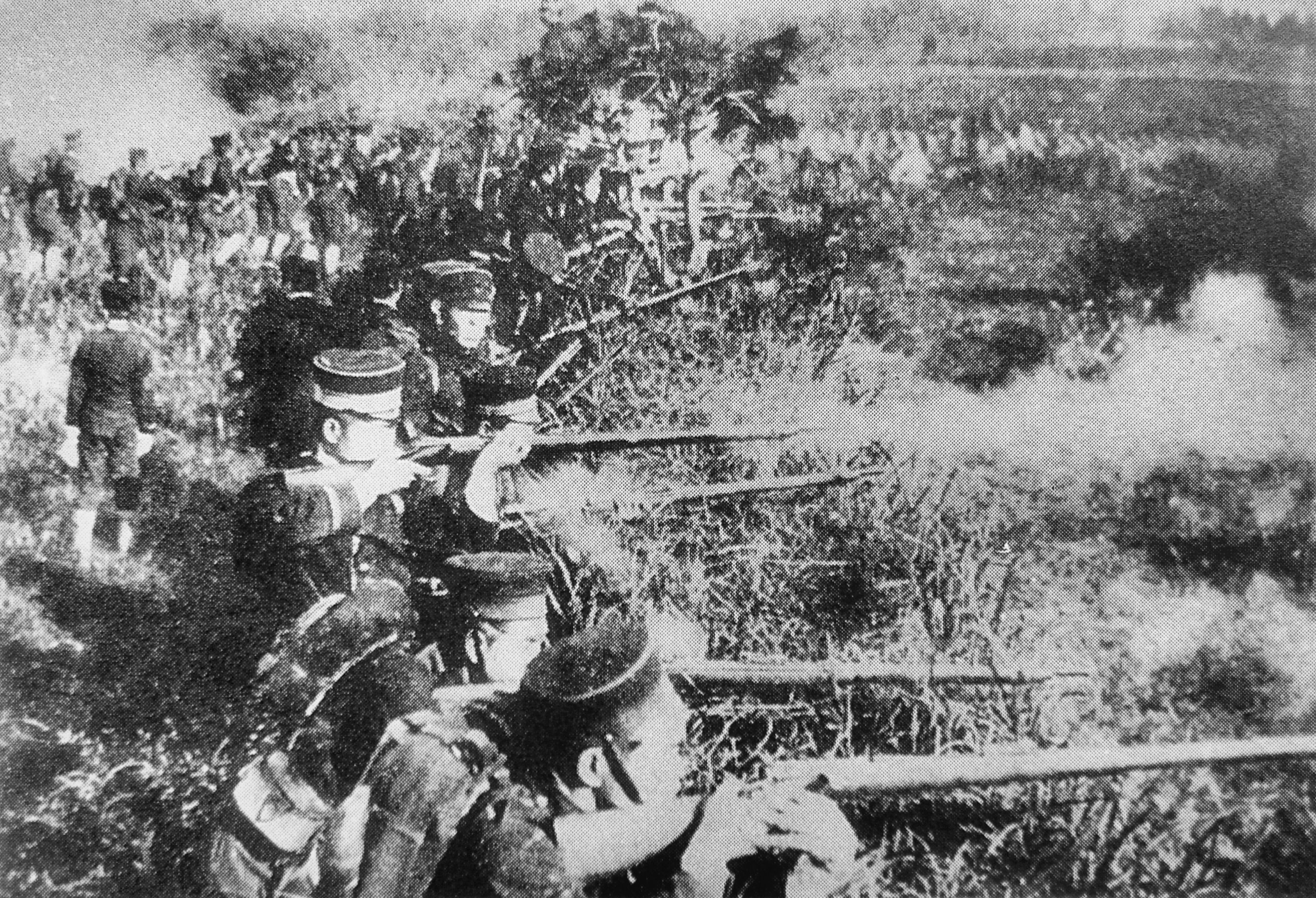
二十二年式村田連発銃で射撃戦を行う日本陸軍部隊。下から三人目の兵士は一般的な立射姿勢、一番下の兵士はより古典的で静的射撃に適したアームバックスタイルで村田銃を構えている。(1894年、日清戦争)

村田式連発銃の実戦における運用方法などについては、国立国会図書館デジタルコレクションに所蔵されている明治20年代後半から30年代に掛けての村田連発銃の各種の解説書に詳しく記されており、これらの書籍によると搬筒匙軸轉把（はんとうひじくてんは、マガジンカットオフレバー）の操作は指揮官の「連発」「単発」の号令で切り替えるものとされており、射撃戦時の連発射撃及び単発射撃への相互の移行は「連発込め」「単発込め」の号令で轉把を切り替える事で行われ、カットオフを作動させたままにしておくことで、従来の村田単発銃と同様の射撃術及び射撃指揮も行えた。
また、村田連発銃は弾倉への満装填後直ちに連発射撃を開始したい場合（「特別な場合」とも記載される）は弾倉内に8発込めた後に搬筒匙（はんとうひ、キャリアー）に1発を載せ、更に薬室に1発を直接装填し、轉把を連発位置（銃身と水平）のままとして槓桿を閉鎖し射撃開始する事で、最大10連発とする事も出来たが、兵士個々人の指の太さの違いにより弾倉への装填がしにくい場合には、キャリアーに乗せた実包を次に装填する実包の弾頭部分で押し込んでいく事で装填する方法が指定されていた。弾倉からの抜弾は轉把を連発位置に切り替え、何度も遊底を開閉する事で行ったが、騎兵においては「打ち方やめ」の号令の後に薬室と搬筒匙に残った実包を指で再び弾倉内に戻す方法を取ってもよいとされた。
村田連発銃は安全装置が装備されておらず、騎銃においても村田単発騎銃のような撃茎の前進を阻止する機構（避害器）は追加されなかったが、搬筒匙軸轉把を使う事でその代用とする事が出来た。弾倉のみに装填した後に轉把を単発位置（銃身と垂直）に切り替え、搬筒匙を起こした状態で固定して連発機構を停止させてしまえば、槓桿をいくら操作しても射撃が行えず、単発銃のように意図的に薬室に直接装填するか、過度の衝撃で弾倉内の実包の雷管が弾頭で突かれて誘爆しない限りは暴発も起こり得なくなる為、小銃・騎兵銃共に通常は弾倉に満装填後は連発機構を停止させ、薬室と搬筒匙に実包が無い事を確認した上で遊底を閉鎖し、撃鉄を降ろす操作を行った後に携行する事が指示されている。
騎兵においては馬上では連発射撃を基本とし、単発射撃は原則として行わない事とされた。また、特別な場合においては小銃同様にキャリアーと薬室に1発ずつ装填し7連発とできる事も記述されているが、前述の搬筒匙軸轉把を用いた安全装置が使えない為か、「馬上に於いては2発の追加は行わないこと」も併記されている。
これらの一連の操作は現在のマガジンカットオフ機構付きの半自動式散弾銃を運用する際もおおむね同じ方法が採られているが、後年の有坂銃は装填はストリッパークリップによる押し込み、弾倉からの抜弾はマガジンフォロワープレートを開閉する事でより簡単に行えた。また、搬筒匙軸轉把を用いた安全装置も、安全解除（連発位置への切り替え）後に射撃を開始する際には必ず一度遊底の開閉を行う事で再コックと薬室への送弾を行う必要があり、薬室に装填してコッキング状態のまま安全装置を掛ける事が出来る有坂銃よりも初弾の発射では後れを取る事になる。有坂銃は最大装填数でこそ村田連発銃より劣るものの、上記のような複雑な運用手順の把握が不要で装填・抜弾共に村田連発銃よりも遥かに素早かった事から、三十年式歩兵銃・同騎兵銃の登場後は二十二年式は極めて早期に第一線の部隊からは姿を消していった。

#### 二十二年式村田連発騎銃
小銃と同時に制定された。騎兵銃は銃身と共に弾倉も短くなっている為、装填数は5発となっている。また当時の騎兵はサーベルを佩用した事から着剣装置が無い事は前身の村田単発騎銃と同様である。

## 村田銃の銃剣

### 村田十三年式銃剣
1881年（明治13年）に制式化された十三年式村田単発銃用銃剣。剣先が両刃になっている。剣長が71.0 cm、刃長が57.0 cmと、打刀に迫る大脇差サイズの刀剣であった。銃の先端右側面に着剣し、剣身は水平を向く。

### 村田十八年式銃剣
剣長58.0cm、刃長46.0cmと大幅に短縮化された十八年式村田単発銃用の銃剣。着剣部は村田十三年式銃剣と同じく銃の先端右側面であり、剣身も水平を向く。

### 村田二十二年式銃剣
1889年（明治22年）に制式化された二十二年式村田連発銃用銃剣。剣長:37.0 cm、刃長:28.0 cm。銃先端下面に着剣し、剣身は垂直を向く。二十二年式は製造時期によりフロントバンドの形状が異なる為、銃剣も二種類が用意され、相互に互換性は無いものとなっている。

## 登場作品

### 映画
『八甲田山』
青森歩兵第五連隊雪中行軍隊のソリ隊兵士が所持。
『マタギ』
『リメインズ 美しき勇者たち』

### ドラマ
『緑豆の花』
主人公・イヒョンが所持。

### 漫画・アニメ
『イッテイ 13年式村田銃の創製』

『銀牙 -流れ星 銀-』
登場人物の1人、熊撃ちの達人であり熊犬（熊狩りに使う猟犬）育成の名人である竹田五兵衛が使用する。
『ゴールデンカムイ』
200頭以上の羆を狩り「冬眠中の羆もうなされる悪夢の熊撃ち」と恐れられる猟師の二瓶鉄造が十八年式単発銃を使用。
作中では狩猟用としても旧式であるが本人の信念と日清戦争で戦死した一人息子の形見ということもあり、あえて使い続けている。
また、元マタギの谷垣源次郎が二瓶の物を受け継いでそれをチカパシへと受け継いでいる、ほか、アイヌの猟師も被筒が切り詰められた狩猟用の村田銃を所持している。
『邪眼は月輪に飛ぶ』

『釣りキチ三平』
「阿仁の三四郎」編に登場するマタギの三四郎が使用する。

### ゲーム
『SIREN』（ホラー）
二十二年式が登場し、主人公の1人である志村晃や本主人公の須田恭也、村を徘徊する屍人が使用する。

### 小説
三島由紀夫『奔馬 豊饒の海』
主人公の飯沼勲が狩猟の場面で使用する。
『邂逅の森』
『狙うて候 銃豪村田経芳の生涯』
『黄砂の籠城　上・下』
　主人公らの装備として登場。まっすぐ飛ばない銃と揶揄されている。

## 参照資料
- 国立公文書館収蔵資料
- 外務省外交史料館収蔵資料
- 防衛省防衛研究所収蔵資料